# Stăuceni
Stăuceni este un oraș din sectorul Rîșcani, municipiul Chișinău, Republica Moldova. Aici activează Centrul de Excelență în Viticultură și Vinificație din Chișinău.
La 16 mai 2024, Parlamentul Republicii Moldova a aprobat modificări la legea privind organizarea administrativ-teritorială a Republicii Moldova pentru atribuirea comunei Stăuceni a statutului de oraș. Legea aprobată a fost publicată în Monitorul Oficial în data de 21 mai și a intrat în vigoare la 21 iunie 2024.

## Geografie
Relieful așezării este domol, puțin deluros; clima este continentală temperată.

## Istoric
Prima mențiune documentară despre această așezare datează din 7 iunie 1867, când era un cătun cu câteva case ale țăranilor dependenți de un moșier grec ce dispunea de mari proprietăți de viță-de-vie.
Toponimul „Stăuceni” provine de la cuvântul slav stav, care însemnă heleșteu, iaz, acumulare de apă – cătunul se afla lângă un iazuleț din vale. Cătunul era cunoscut ca Stavceni, selo u stava, adică „Stavceni, satul de lângă iaz”. Există ipoteza că inițial sătucul a fost fondat de niște familii stabilite aici din nordul Basarabiei, iar denumirea Stăuceni ar fi adus-o de acolo. Trecutul localității se intercalează cu istoria satului Buruiana, amplasat la 3 km de șoseaua Chișinău–Orhei. Prin sat trecea „șleahul” (drumul central / drumul bătut) spre capitală. Pământurile din împrejurimi erau ocupate cu livezi, păduri și arături ce aparțineau proprietarului Balițki.
În 1918, când a avut loc Unirea Basarabiei cu România, denumirea satului a devenit Stăuceni – varianta curentă. Până în anul 1940 proprietarii livezilor și pădurilor de aici au fost Pelivan, Crihan, Cazacliu, Zavtoni, Coliban ș.a.m.d  În afară de Balițki aici aveau vii și proprietarii Manuilă, Chiriac, Suruceanu, Sinico, Carauș, care aveau suprafețe de 8-15 ha, pe care cultivau Muscat de Hamburg, Coarnă Neagră, Plăvaie. O mare parte a poamei era comercializată pe piața de la Chișinău, o altă parte era prelucrată pentru vin. Pivnița veche a proprietarului Suruceanu s-a păstrat până astăzi și servește ca o enotecă pentru colecția de vinuri a Colegiului Național de Viticultură și Vinificație.
În anul 1940, după instaurarea puterii sovietice, pe moșia lui Manuilă a fost organizat sovhozul „Grătiești”, iar pe pământurile lui Balițki și Chiriac sovhoz-trust de cantine și restaurante. În 1944, vechea plantație de viță-de-vie de la Ceucari a servit ca bază inițială pentru organizarea sovhozului „Grătiești”. În el au fost incluse și gospodăriile proprietarilor refugiați de peste Prut. Ceva mai târziu, în 1949, la el au aderat și locuitorii satului Stăuceni, mai exact aceștia au fost incluși în componența lui și li s-a cerut să iasă la lucru.
Primul director al sovhozului „Grătiești”, Simion Șanderiov, a început proiectarea și edificarea mai multor blocuri locative și administrative pe aceste locuri, a pus temelia fabricii de vinuri din Stăuceni și a format prima podgorie.
La 14 mai 1963 Sovietul Suprem al RSSM adoptă hotărârea de a crea la Stăuceni un comitet executiv independent în frunte cu Grigorii Sidocenko. În componența lui este inclus și sătucul Goianul Nou, în același timp localității i se atribuie statutul de orășel. Școala de Viticultură și Vinificație a fost mutată din sectorul Botanica al Chișinăului în Stăuceni cu statut de sovhoz.
În anii 1970, după fuzionarea Școlii de Viticultură și Vinificație din Chișinău cu sovhozul-fabrică „Grătiești”, au fost construite două cămine, două blocuri locative cu cinci etaje și alte câteva clădiri. Mai târziu, aici a început o construcție masivă a spațiului locativ individual, la sol dar și blocuri cu cinci etaje. De asemenea, a fost construită infrastructura. Locuitorii satului se ocupau cu creșterea de struguri, fructe și legume, cu prelucrarea strugurilor și producerea vinurilor.
La 21 iunie 2024, Stăuceni devine oraș.

## Administrație și politică
Primarii comunei au fost, Maria Brega (1963-1971), Anatol Prodan (1971-1974), Gheorghe Vasilencov (1974-1986), Ion Sacara (1986-1988), Ion Dragomir (1988-2007), Valentin Sitnic (2007-2019), Alexandru Vornicu (2019-prezent). În anul 1999, comuna Stăuceni a trecut în componența municipiului Chișinău.
Componența Consiliului local Stăuceni (17 consilieri), ales la 5 noiembrie 2023, este următoarea:
|  | Partid                                       | Consilieri | Componență | Componență | Componență | Componență | Componență | Componență | Componență | Componență | Componență | Componență | Componență |
|  | -------------------------------------------- | ---------- | ---------- | ---------- | ---------- | ---------- | ---------- | ---------- | ---------- | ---------- | ---------- | ---------- | ---------- |
|  | Partidul Acțiune și Solidaritate             | 11         |            |            |            |            |            |            |            |            |            |            |            |
|  | Mișcarea Alternativa Națională               | 3          |            |            |            |            |            |            |            |            |            |            |            |
|  | Partidul Popular din Republica Moldova       | 1          |            |            |            |            |            |            |            |            |            |            |            |
|  | Partidul Socialiștilor din Republica Moldova | 1          |            |            |            |            |            |            |            |            |            |            |            |
|  | Candidat independent SERGIU SÎRBU            | 1          |            |            |            |            |            |            |            |            |            |            |            |

## Demografie
Conform datelor recensământului din 2014, orașul are populație totală de 8.694 de locuitori. La recensământul din 2004 erau 6.833 de locuitori.

### Structura etnică
Structura etnică a populației urbane conform recensământului populației din 2004:
| Grup etnic                                               | Populație | % Procentaj  |
| -------------------------------------------------------- | --------- | ------------ |
| Băștinași declarați Moldoveni Băștinași declarați Români | 4814 485  | 77,60% 7,82% |
| Ucraineni                                                | 418       | 6,74%        |
| Ruși                                                     | 337       | 5,43%        |
| Bulgari                                                  | 41        | 0,66%        |
| Găgăuzi                                                  | 22        | 0,35%        |
| Polonezi                                                 | 15        | 0,24%        |
| Țigani                                                   | 10        | 0,16%        |
| Evrei                                                    | 5         | 0,08%        |
| Alții                                                    | 57        | 0,92%        |
| Total                                                    | 6204      |              |